# چراغ التیزا

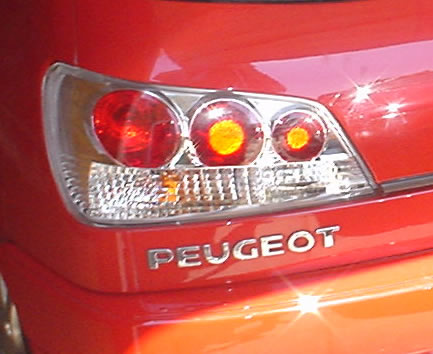
چراغ التیزای افتر مارکت، نصب شده روی یک پژو ۳۰۶

چراغ التیزا (به انگلیسی: Altezza) گونه‌ای از چراغ عقبی خودرو است که دارای یک یا چند قسمت لامپ داخلی است که با یک پوشش شفاف یا سایه‌دار اکریلیک پوشانیده شده‌است. بعضی از چراغ‌های التیزا از نور ال‌ئی‌دی استفاده می‌کنند.

## دیگر نام‌ها
به این گونه چراغ‌ها چراغ لکسوسی و در ایران و در اصطلاح بازار لوازم یدکی (و جوانان) چراغ سکسی نیز می‌گویند.

## منشأ

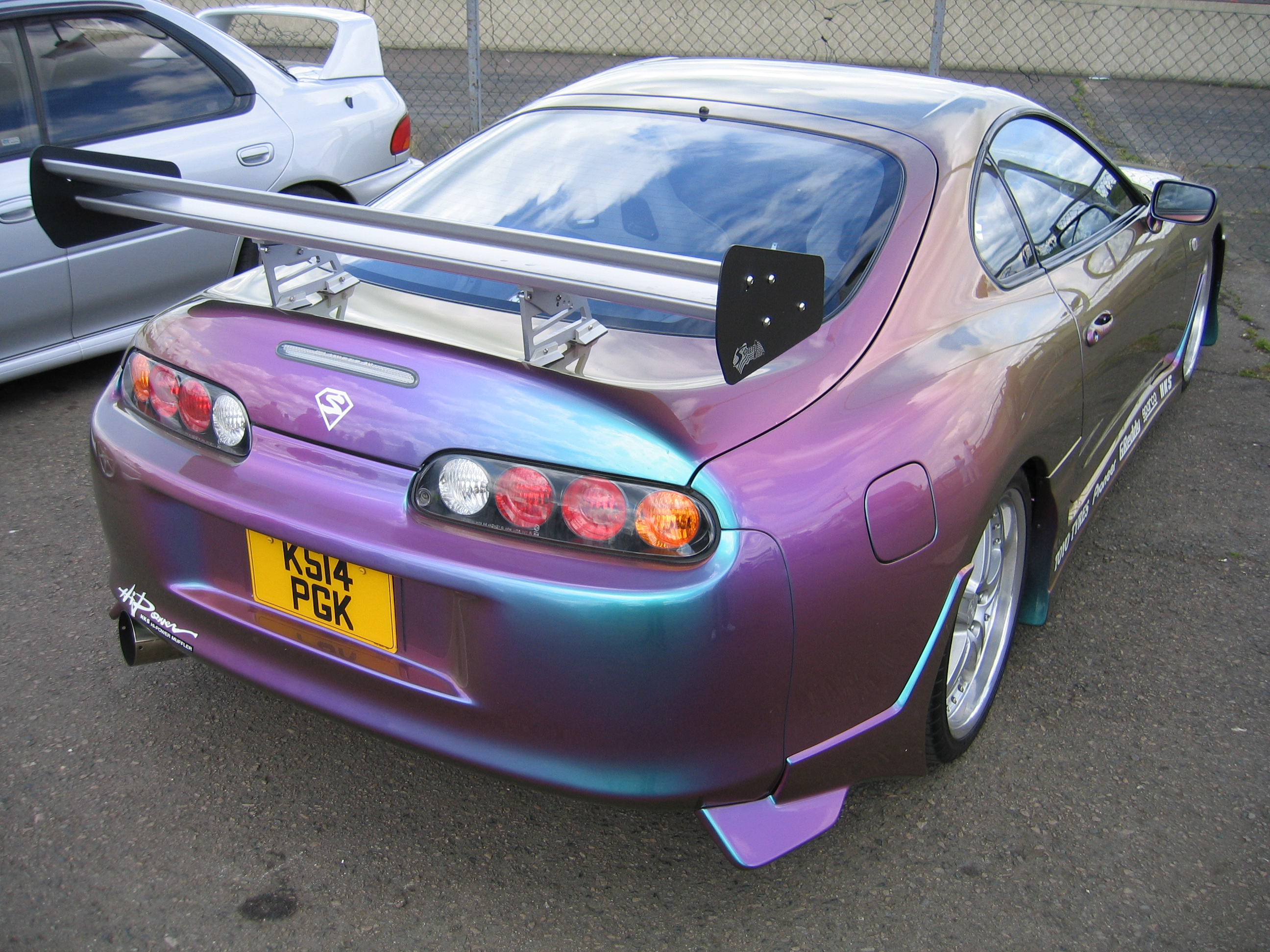
چراغ التیزا با قاب دوری تیره قبل از تویوتا التیزا در عقب تویوتا سوپرای مارک ۴ قابل مشاهده‌است.

این سبک چراغ برای اولین بار در اولین نسل لکسوس آی‌اس، که در بازار داخلی ژاپن با برند تویوتا التیزا بفروش می‌رسید، بکار رفت.
قبل از تولید و عرضهٔ تویوتا التیزا، در قسمت عقب نسل چهارم (مارک ۴) تویوتا سوپرا (که احتمالاً از فراری الهام گرفته شده) نیز از این نوع چراغ‌ها بچشم می‌خورد، اما چون قاب دوری چراغ بکار رفته در سوپرا تیره‌است، چراغ التیزا به شهرت رسید.

## بازار

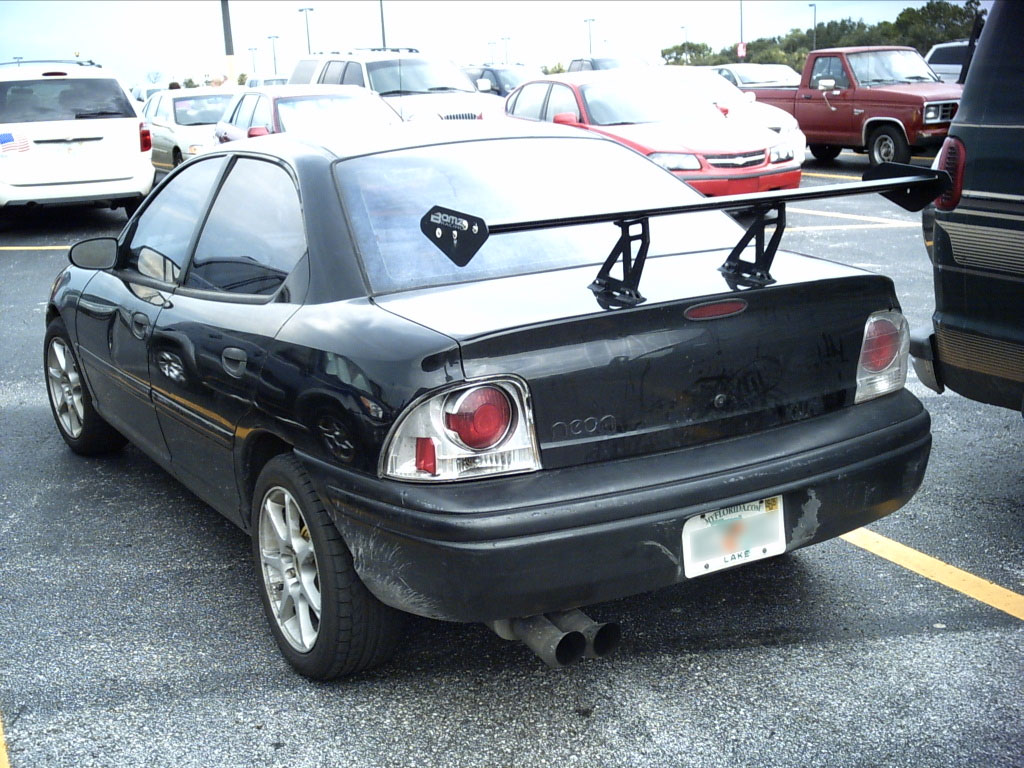
ماشینی صاحب چراغ التیزا

انواع افتر مارکت این چراغ‌ها معمولاً با کیفیت پایین‌تر و قیمت بالاتر نسبت به مدل اصلی در چین، تایوان و ترکیه تولید می‌شوند.

### بازار ایران
اولین بار در ایران انواع پس از فروش این نوع چراغ برای پژو ۲۰۶ و سپس پژو ۴۰۵ و پژو پارس به بازار ارائه شد. اولین خودرویی که به‌طور رسمی با این نوع چراغ به بازار ایران راه یافت، مزدا ۳ است. برخلاف تصور عامه، چراغ عقب اصلی هیوندای سانتافه نسل ۲ (سی‌اِم) چراغ سکسی (التیزایی) محسوب نمی‌شود، زیرا قسمت حاشیهٔ آن شفاف نیست. لکسوس آرایکس نمونهٔ یک شاسی-بلند با چراغ التیزایی است.